# Phyllachora phyllanthophila
Phyllachora phyllanthophila är en svampart. Phyllachora phyllanthophila ingår i släktet Phyllachora och familjen Phyllachoraceae.

## Underarter
Arten delas in i följande underarter:
- egregia
- phyllanthophila